# Corchorus pseudocapsularis
Corchorus pseudocapsularis là một loài thực vật có hoa trong họ Cẩm quỳ. Loài này được Schweinf. mô tả khoa học đầu tiên năm 1868.